# Vipera orlovi
Vipera orlovi is een giftige slang uit de familie adders (Viperidae).

## Naam en indeling
De wetenschappelijke naam van de soort werd voor het eerst voorgesteld door Boris S. Tuniyev en Sergei V. Ostrovskikh in 2001. Later werd de wetenschappelijke naam Pelias orlovi gebruikt. De soortnaam is een eerbetoon aan de Russische herpetoloog Nikolai Lusteranovich Orlov.

## Verspreiding en habitat
Deze soort komt voor in delen van Europa en leeft endemisch in Rusland. De slang bewoont de westelijke delen van het Kaukasusgebergte. De habitat bestaat uit gematigde bossen, scrublands en graslanden. De soort is aangetroffen op een hoogte van ongeveer 200 tot 950 meter boven zeeniveau.

## Beschermingsstatus
Door de internationale natuurbeschermingsorganisatie IUCN is de beschermingsstatus 'ernstig bedreigd' toegewezen (Critically Endangered of CR).